# Formiguer de Goeldi
El formiguer de Goeldi (Percnostola goeldii) és una espècie d'ocell de la família dels tamnofílids (Thamnophilidae).
Habita el sotabosc de la selva pluvial, matoll de bambú i sotabosc de les terres baixes del sud-est del Perú, nord de Bolívia i sud-oest del Brasil amazònic.